# カール・ベヒシュタイン

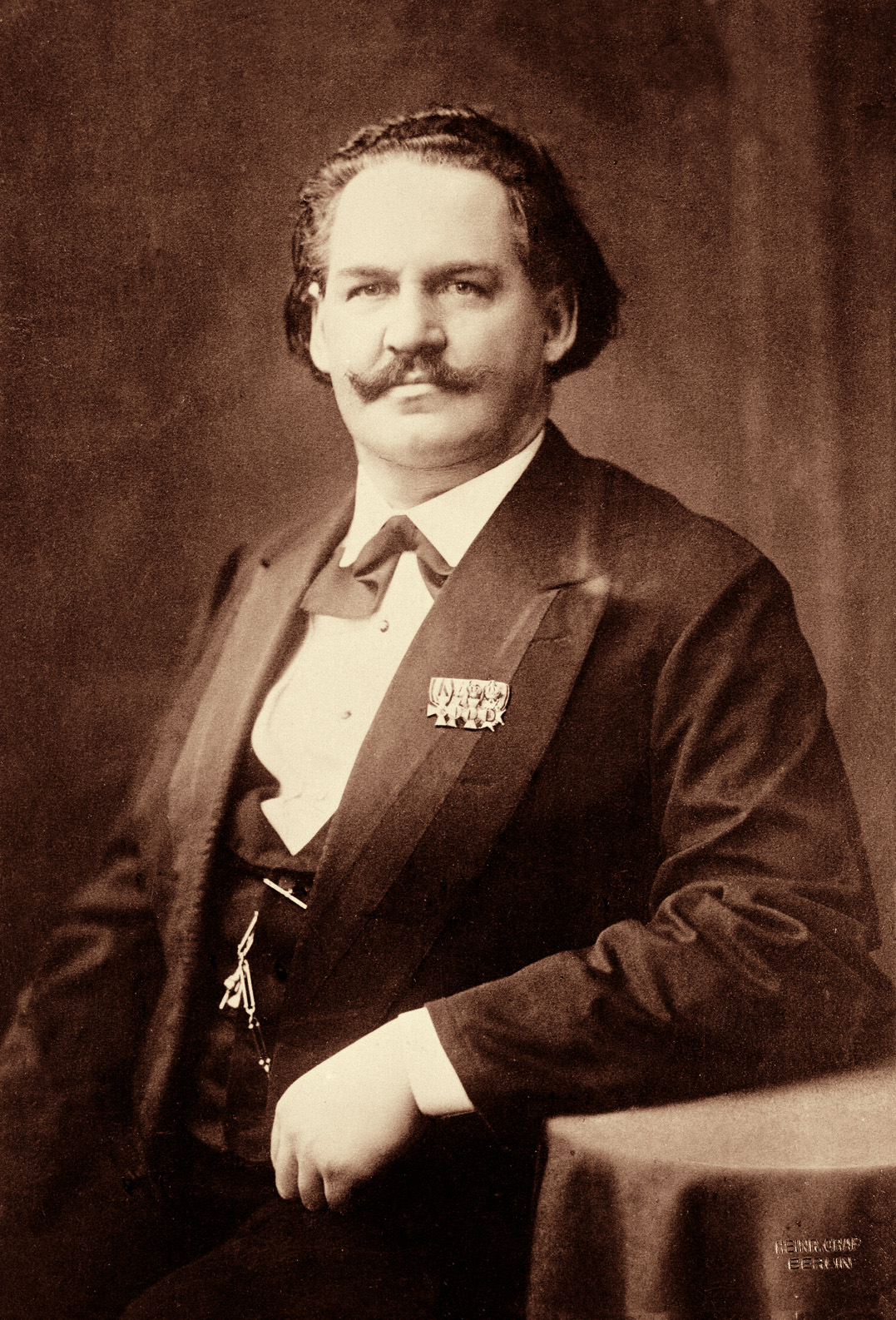
カール・ベヒシュタイン

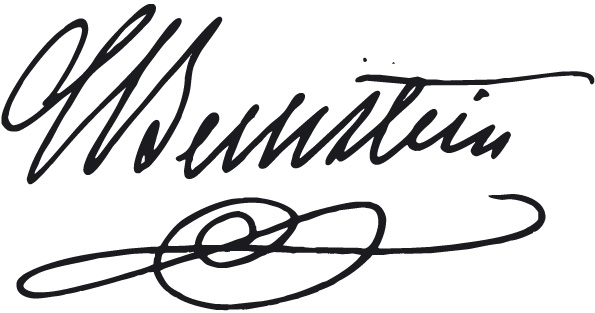
ベヒシュタインのサイン

カール・ベヒシュタイン（Carl Bechstein, 1826年6月1日 - 1900年3月6日)は、ドイツのピアノ製造技師であり、ピアノメーカー、ベヒシュタインの創業者である。

## 人物・来歴
1826年6月1日にザクセン＝コーブルク＝ゴータ公国のゴータで、父フリードリヒ・ベヒシュタインと母クリスティーネ・ライスリングの長男として生まれた。他にツェツィーリエとエミーリエという2人の姉がいた。
父は音楽家で熱心な勉強家であったが、カールが4歳のときこの世を去った。母は数年後、古くから付き合いのある一族のアグテと再婚した。アグテは厳格な父親であったが、カールにピアノ、ヴァイオリン、チェロのレッスンを受けさせた。
姉エミーリエはピアノ工房を構えているヨハン・グランツという職人と結婚し、カールはこの義兄のもとでピアノ製作の修業に励んだ。その後、ドイツのピアノ工場で技術を磨いたが、1849年には当時ピアノ製作では世界一といわれたフランスのパリへ移り、中でも有名であったクリーゲルシュタインの下で修業した。
その後、1853年10月1日にベルリンでベヒシュタイン工場は操業、1856年には最初のグランドピアノを製造した。